# Sabor
Hrvaški Sabor (hrvaško: Hrvatski Sabor) je hrvaški parlament. V hrvaščini beseda pomeni zbor, srečanje, oziroma kongres. Po hrvaški ustavi je Sabor predstavniško telo naroda in ima zakonodajno oblast v Republiki Hrvaški. Zgradba Sabora se nahaja na Trgu svetega Marka v Zagrebu (lokacija: 45°48′58.3″N 15°58′26.22″E / 45.816194°N 15.9739500°E)
Ima med 100 in 160 poslancev (zastupnici), ki so voljeni vsake štiri leta prek tajnih volitev. Večina jih predstavlja posamezne enote države, med njimi pa so tudi predstavniki narodnih manjšin in Hrvatov po svetu (diaspora). Trenutno je v Saboru 151 poslancev, predsednik (predsjednik) in pet podpredsednikov (potpredsjednici). 140 poslancev predstavlja notranje enote Hrvaške, 8 manjšine, 4 pa prihajajo izza meja Hrvaške.

## Galerija
- Logotip Sabora
- Trg svetega Marka v Zagrebu –  od leve proti desni: Banski dvori, uradna rezidenca hrvaške vlade, cerkev svetega Marka, stavba Sabora - hrvaškega parlamenta
- Notranjščina hrvaškega parlamenta - Sabora

## Predsedniki
1. Žarko Domljan (30. maj 1990 – 7. september 1992)
2. Stjepan Mesić (7. september 1992 – 24. maj 1994)
3. Nedjeljko Mihanović (24. maj 1994 – 28. november 1995)
4. Vlatko Pavletić (28. november 1995 – 2. februar 2000)
5. Zlatko Tomčić (2. februar 2000 – 22. december 2003)
6. Vladimir Šeks (22. december 2003 – 11. januar 2008)
7. Luka Bebić (11. januar 2008 – 22. december 2011)
8. Boris Šprem (22. december 2011 – 30. september 2012 )
9. Josip Leko ( 10. oktober 2012 – 28. december 2015)
10. Željko Reiner (28. december 2015 – 14. oktober 2016)
11. Božo Petrov (14. oktober 2016 – 5. maj 2017)
12. Gordan Jandroković (5. maj 2017 -)